# オーエムエンジニアリング
株式会社オーエムエンジニアリング（英称:OM Engineering Co., Ltd.）は各種機械の設計・製図、システム開発・運用サポート、Webコンテンツ制作などの技術支援および共同開発を行っている。

## 概要
オーエムエンジニアリングの機械設計事業は、2D・3DCADを使用し、開発支援、モデリング、解析などさまざまなニーズに対応している。
システム開発事業は、各種システムの運用・保守、顧客の業務に合わせた便利ツールなどの開発、ソフトウェアのカスタマイズなど様々なサービスを提供している。
Webコンテンツ制作事業は、様々な業種のホームページ制作を行っており、ホームページ運用保守業務も行っている。
若者育成の一環として技能五輪全国大会出場に向けた訓練を重ね、栃木大会（2017年）、沖縄大会（2018年）、東京大会（2021年）、千葉大会（2022年）に出場している。

## 沿革
- 1990年 - 機械設計製図の請負を主業務とする個人設計事務所オーエムエンジニアリングを創業
- 1991年 - 有限会社オーエムエンジニアリングを設立
- 1992年 - 業務拡張のため社屋を一部増設
- 1998年 - 特定労働者派遣事業としての認可を取得
- 2000年 - 旧社屋に併設して新社屋を増築
- 2002年 - 従来の2次元CADシステムに加え、3次元CADシステムを導入
- 2004年 - 資本金を1,000万円に増資、株式会社オーエムエンジニアリングとして業務を開始
- 2007年 - 職場環境の改善をはかるため、同地に新社屋を建築
- 2014年 - 社屋東側に駐車場スペースを拡張
- 2016年 - 宇都宮オフィスを開設
- 2017年 - 設立25周年
- 2018年 - 労働者派遣事業としての許可を取得 (派09-300312)
- 2020年 - 宇都宮オフィス業務を本社へ統合
- 2021年 - 設立30周年

## 主なサービス
- 機械設計（開発支援、モデリング・製図、解析、CADサポートなどの技術支援）- 主要設備：CATIA 3DEXPERIENCE、CATIA V5、Creo Parametric、SOLIDWORKS、iCAD SX、AutoCAD LT、MICRO CADAM Helix ほか
- システム開発（システム導入、開発請負、システムサポートなどの技術支援）
- Webコンテンツ制作・運用保守、各種印刷物制作